# C-ITS
C-ITS steht für „Cooperative Intelligent Transport System“.
Fahrzeuge sollen sich mit Hilfe digitaler Technologien gegenseitig über Verkehrs- und insbesondere Gefahrensituationen informieren. Wenn ein Fahrzeug mit seinen Sensoren einen für andere Verkehrsteilnehmer wichtigen Zustand feststellt, z. B. Hindernisse, Staus, Eisglätte, Aquaplaning, dann stellt es diese Beobachtung über Datenaustausch zur Verfügung.
Die Fahrzeuge können so koordiniert auf ein Ereignis reagieren, z. B. ausweichen oder bremsen.

## Technik
C-ITS basiert auf dem WLAN-Standard IEEE 802.11p.

## Länderweise Einführung

### Deutschland
Im Herbst 2022 berichteten mehrere Medien über die bevorstehende Einführung des Systems in Deutschland durch die Autobahn GmbH. Bei ersten Tests seien im Rhein-Main-Gebiet Baustellen-Schilder mit C-ITS Sendern ausgestattet worden, die in entsprechend ausgerüsteten Fahrzeugen bei Annäherung einen Warnhinweis auslösen. Perspektivisch könnten auch Pannenhilfe-Fahrzeuge mit entsprechenden Sendern ausgerüstet werden, um herannahende Verkehrsteilnehmende vor einer Unfallstelle bzw. einem stehenden Fahrzeug zu warnen. „Derzeit ist das System schon in vier Autobahnmeistereien im Rhein-Main-Gebiet im Einsatz. Bis zum Jahresende folgen die A 3 und die Berliner Autobahnen. Bis Ende 2023 werden dann alle 1500 Absperrtafeln einen Baustellenwarner tragen.“ (Stand: 1. November 2022) Der ADAC beteiligt sich als Kooperationspartner an der Einführung dieser Technologie.
Die Einführung von C-ITCS gestaltet sich unter anderem deswegen als schwierig, weil die bisherige Praxis der LSA-Steuerung nicht mit dem hinter C-ITS stehenden Ansatz kompatibel ist. Vorgesehen war ursprünglich, die bisher übliche, phasenbasierte Logik bis zum Jahr 2028 abzulösen. Dahinter steht der Gedanke, dass die LSA selbstständig entscheidet, welche Signalgruppen freigegeben werden („Signalprogrammbildung“). Jedoch ist zumindest in Deutschland (Stand: Dez 2023) fast keine LSA mit den hierzu notwendigen Voraussetzungen (erweiterte Sensorik für Fuß- und Radverkehr sowie C-ITS-Verbindungen) ausgestattet. Auch neue Anlagen werden überwiegend ohne diese Zusatzeinrichtungen beschafft. Funkanforderungen von öffentlichen Verkehrsmitteln an Ampelanlagen geschehen überwiegend weiterhin mithilfe von herkömmlichen Systeme.

### Österreich
Mit Stand 4. Dezember 2023 testen 3 Krankentransportfahrzeuge des Roten Kreuzes (RK) Salzburg die Warnsender. Eine Ausweitung auf die gesamte Flotte des RK ist angedacht. 2 Schneeräumfahrzeuge der Straßenmeisterei Tennengau könnten in Zukunft die Warnsender testen.

## Referenzen
- Richtlinie 2010/40/EU des Europäischen Parlaments und des Rates vom 7. Juli 2010 zum Rahmen für die Einführung intelligenter Verkehrssysteme im Straßenverkehr und für deren Schnittstellen zu anderen Verkehrsträgern
- https://www.secupedia.info/wiki/C-ITS
- https://etsc.eu/briefing-cooperative-intelligent-transport-systems-c-its/
- https://ec.europa.eu/transport/themes/its/c-its_en
- Bericht über eine europäische Strategie für kooperative intelligente Verkehrssysteme (2017/2067(INI)) vom 26. Februar 2018
- C-ITS Platform Draft Work Programme